# Opel Kadett C
L' Opel Kadett C est une automobile produite par Opel de 1973 à 1979. Il s'agit de la troisième génération d'Opel Kadett depuis 1962.

## Présentation
Apparue en 1973, elle fut produite par Opel, mais aussi par Isuzu au Japon et vendue comme Isuzu Gemini dans les marchés asiatiques, ainsi qu'en Australie sous d'autres noms. En Corée du Sud, Daewoo Motors en construisit une version connue sous le nom de Daewoo Maepsy.
La Kadett C fut aussi à la base de la Vauxhall Chevette (versions sportives HS, puis 2300 HSR), qui avait subi un restylage frontal, et utilisait un moteur de 1 256 cm3 à la place du 1 196 cm3 d'Opel. Bien que la production de la Kadett C ait pris fin en 1979, la Chevette a été produite jusqu'en janvier 1984.
La Kadett C est aujourd'hui une automobile culte en Allemagne, en particulier dans sa version coupé. Les versions les plus recherchées sont les variantes Rallye et GT/E.
Une version actualisée de l'Isuzu Gemini fut importée aux États-Unis et commercialisée au début des années 1980.
Au Brésil, la Kadett C (Chevrolet Chevette) est sortie six mois avant sa sortie européenne et fut disponible avec trois moteurs essence : 1,0 L, 1,4 L, 1,6 L, ainsi que deux moteurs éthanol : 1,4 et 1,6 litre. La Chevette, vendue à 1,6 million d'unités au Brésil, a été remplacée par la Chevrolet Corsa.

## Opel Kadett GT/E
L'Opel Kadett GT/E (type "c") avec le moteur 1 900 cm3 d'abord et ensuite le 2 000 cm3, fut l'une des voitures de rallyes les plus populaires du milieu des années 1970 à celui des années 1980.
Elle fut pilotée par les Allemands Walter Röhrl et Jochi Kleint, les Anglais Jimmy McRae, Russell Brookes et Tony Pond, l'Autrichien Franz Wittmann, le Finlandais Pentti Airikkala, les Suédois Anders Kulläng et Lars Carlsson, les Français Jean-Louis Clarr, Bernard Béguin et Jean-Sébastien Couloumiès, les Belges Guy Colsoul, Patrick Snijers, Jean-Louis Dumont, José Lareppe, le Polonais Jerzy Landsberg, le Turc Ali Bacioğlu, etc.

### Palmarès en rallye
La Kadett était homologuée en Groupe 1, en Groupe 2, et même en Groupe 4. Malgré sa petitesse relative, elle se construisit un palmarès des plus importants :
- Titres:
  - Championnat d'Europe des rallyes 1979 (avec l'Ascona B), et vice-championne continentale en 1978;
  - Coupe Mitropa des rallyes 1976 et 1977;
  - Championnat d'Autriche des rallyes 1976 (1re édition), 1977 et 1978;
  - Championnat de Pologne des rallyes 1978;
  - Championnat de Belgique des rallyes 1979;
  - Championnat de Turquie des rallyes 1982 et 1983;
  - 2e des championnats de France des rallyes 1976 et 1978;
  - 2e du championnat d'Europe des rallyes 1978;

- Principales victoires:

Rallye d'Allemagne de l'Est (Nordland - Kadett B) 1971, Rallye du Mont-Blanc 1975, Tour de la Nièvre 1975, Rallye Jänner 1976 et 1977, Rallye des Tulipes 1976, 24 Heures d'Ypres 1976, Rallye des 1000 Pistes 1976, Critérium Alpin 1976, Critérium Jean Behra 1976, Tour auto de La Réunion 1977, 1978 et 1979, Rallye du Condroz-Huy 1978 et 1979, Boucles de Spa 1978, Rallye de Bulgarie 1978, Rallye du Danube 1978, Rallye ARBÖ 1978, Critérium Lucien Bianchi 1979...
La GT/E s'est aussi imposée dans le VLN Langstreckenmeisterschaft Nürburgring en 1983, avec Karl-Heinz Schäfer.
La Kadett poursuit désormais sa carrière dans les nombreux rallyes « historiques » et a remporté le Rallye Monte-Carlo Historique (avec José Lareppe en 2010, 2012 et 2014).

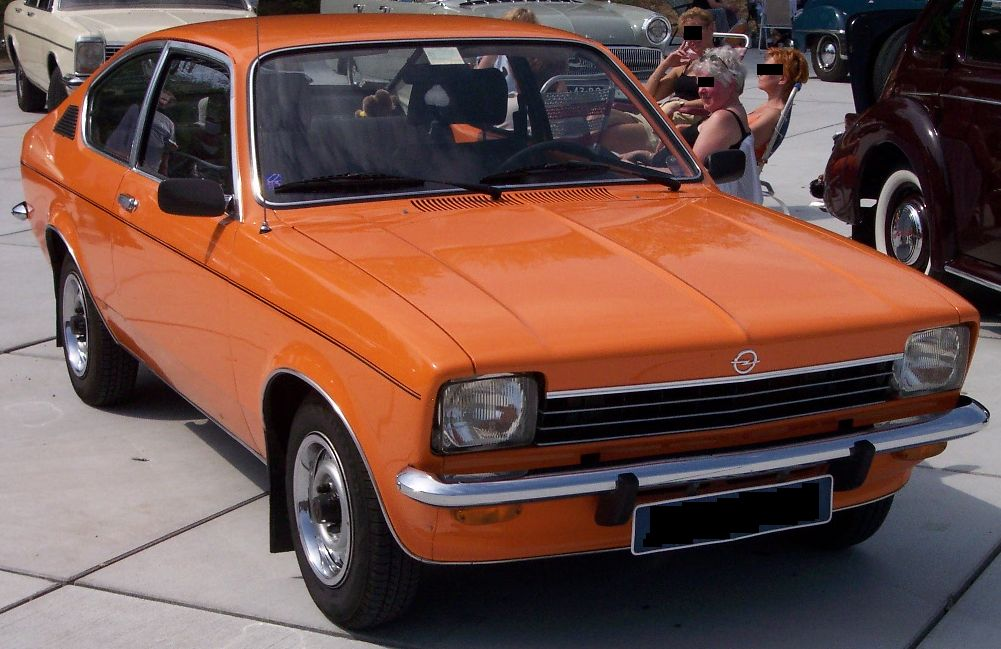
Opel Kadett C coupé 3 portes;
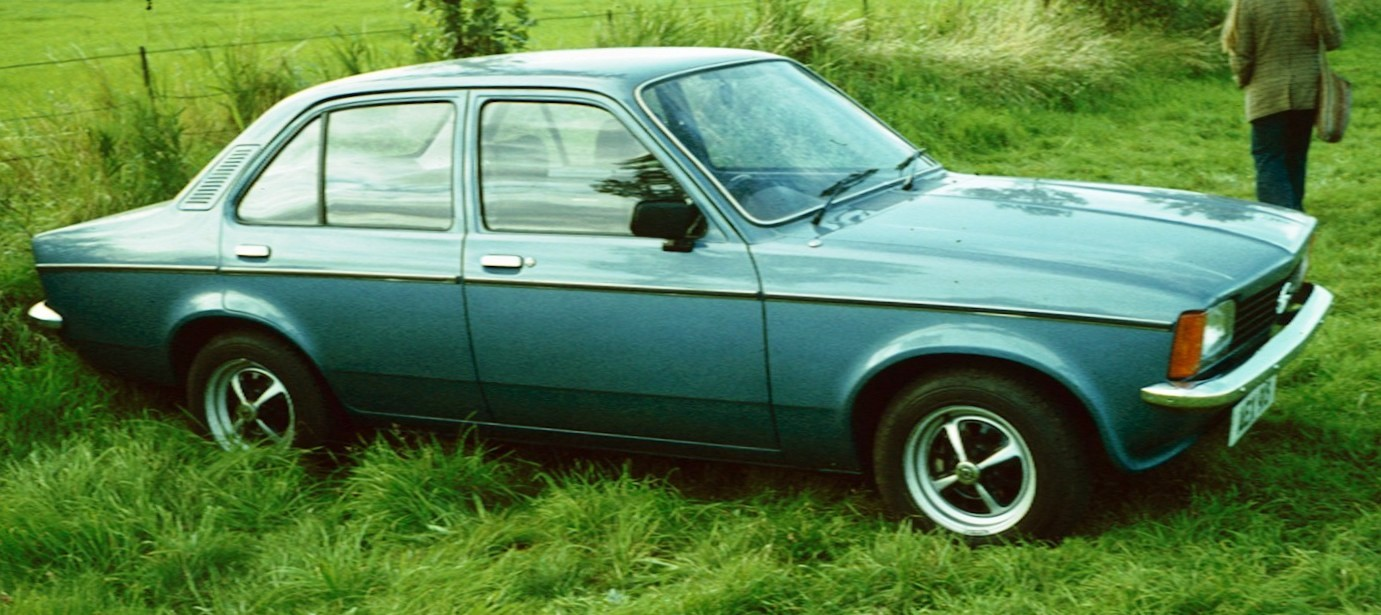
Opel Kadett C berline 4 portes;
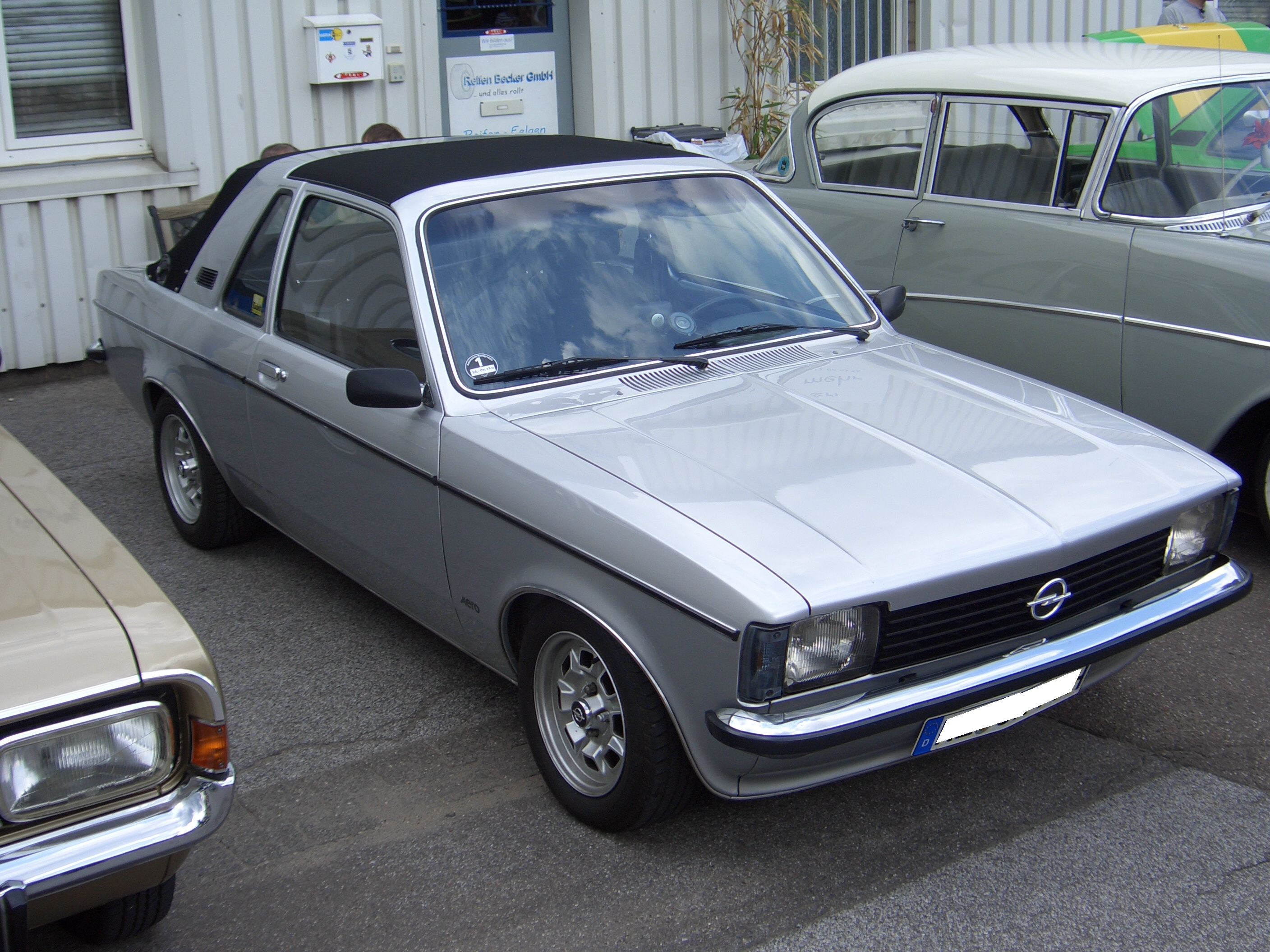
Opel Kadett C Aero;
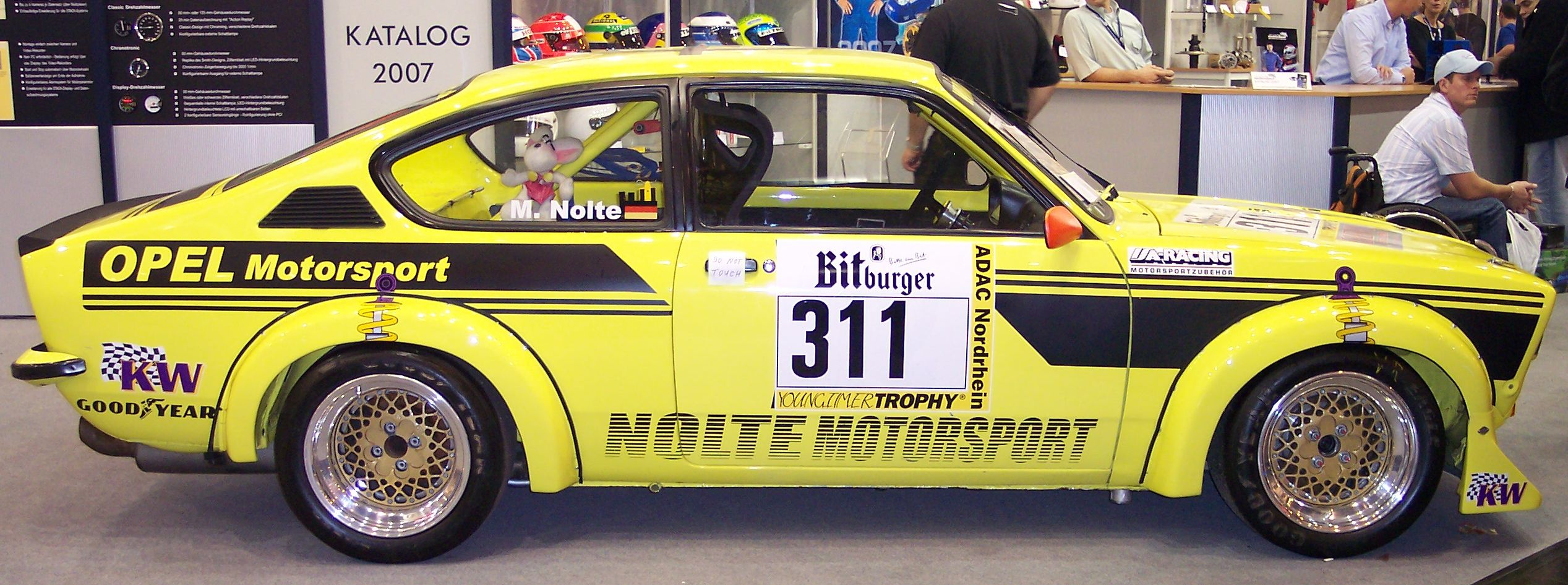
Coupé rallye de profil;
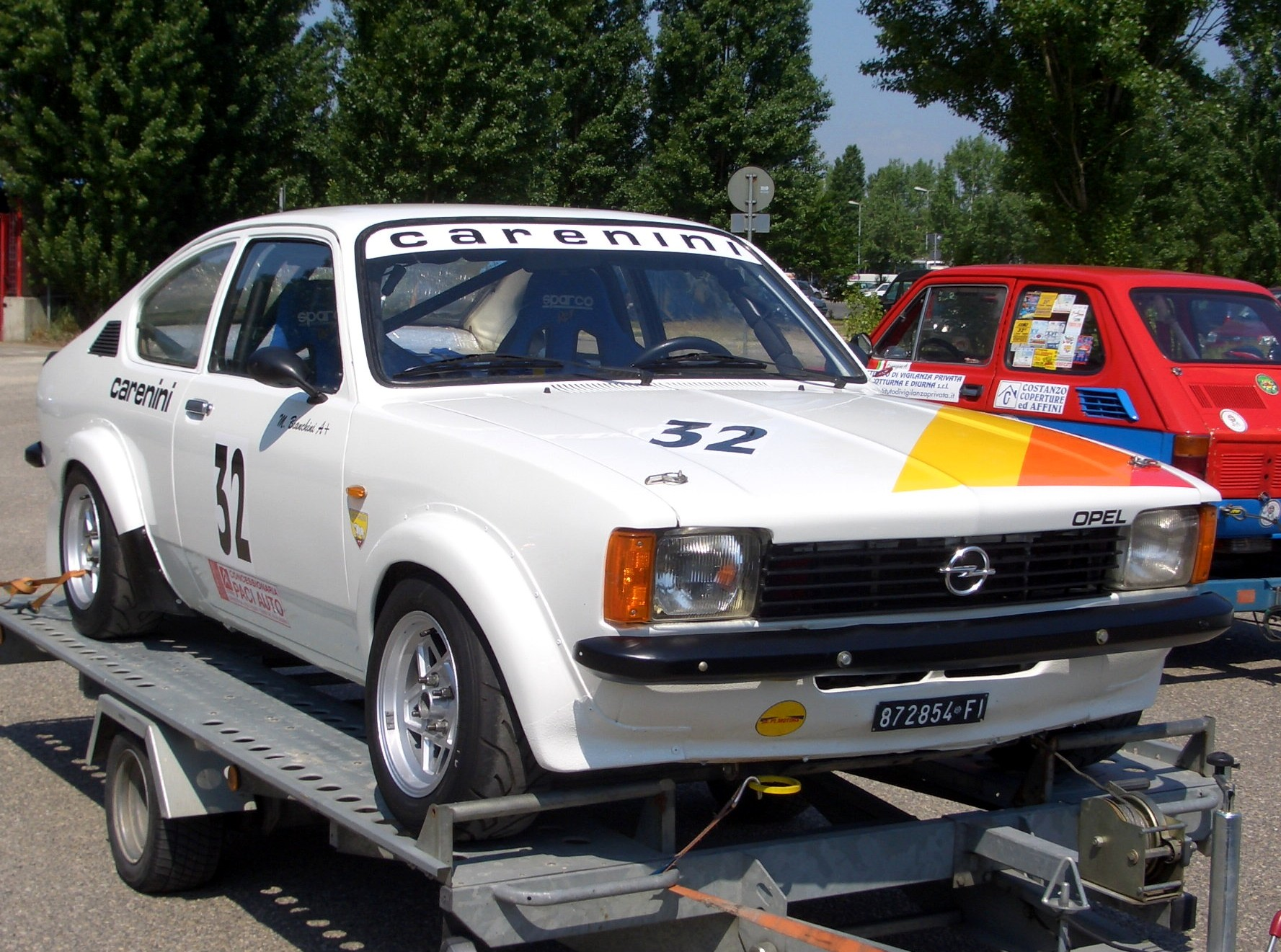
GT/E vue de face;
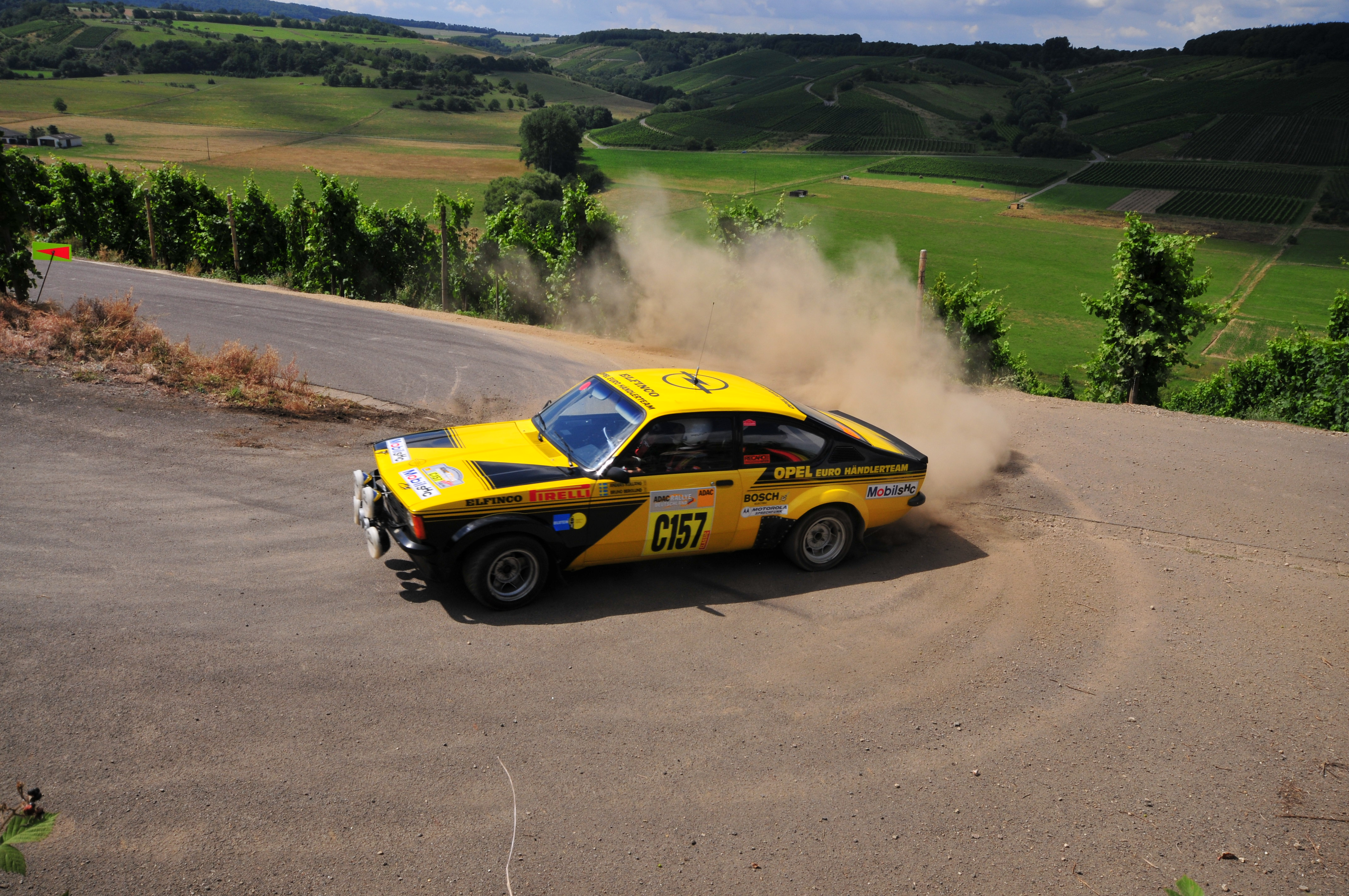
GT/E d'Anders Kulläng;
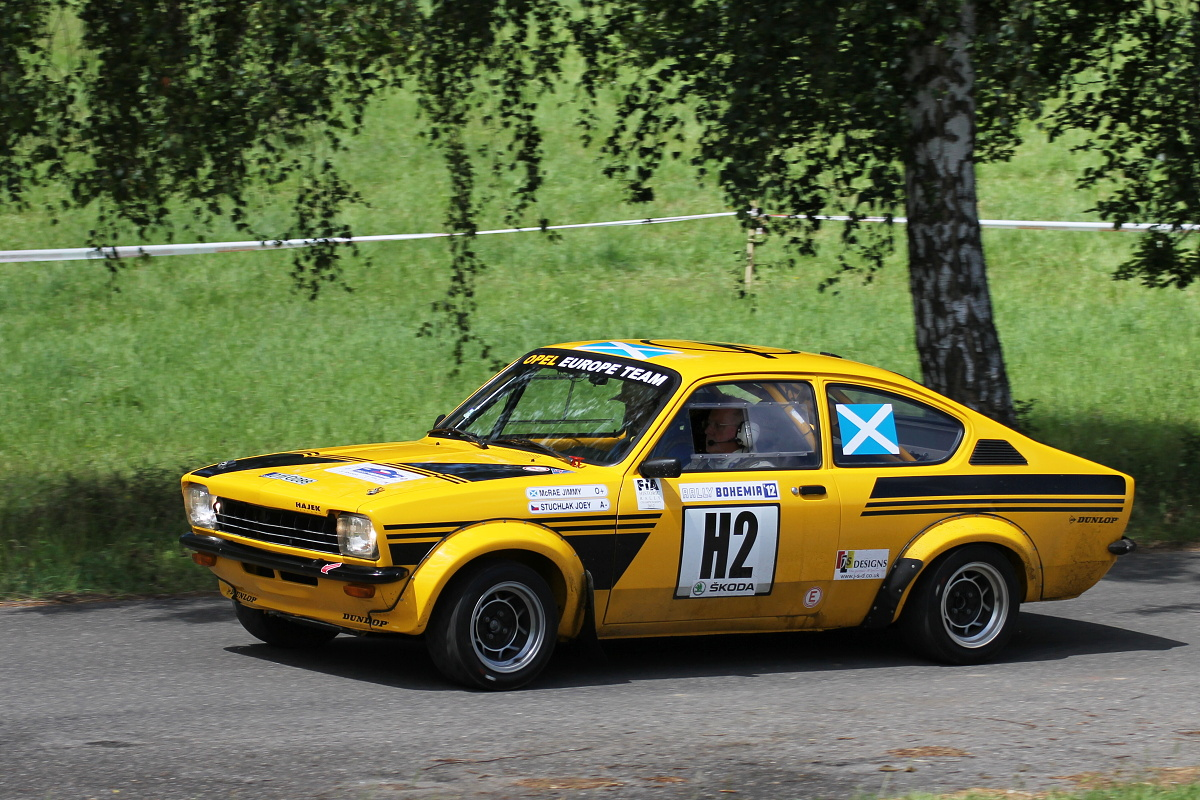
Kadett GT/E de JimmyMcRae.